# Phare de Hafnarfjörður
Le phare de Hafnarfjörður est un phare d'Islande. Il est situé à Hafnarfjörður et n'est plus actif depuis 1971.